# Francesco Deias
Francesco Deias (Oristano, 25 maggio 1973 – San Sperate, 23 maggio 2008) è stato un carabiniere italiano, insignito di medaglia d'oro al valor civile alla memoria.
L'appuntato scelto Francesco Deias è ricordato nel numero unico del secondo centenario dell'Arma dei Carabinieri.